# Rita Lecumberri
Rita Lecumberri Robles (Guayaquil, 14 de noviembre de 1831 - Ibídem, 23 de diciembre de 1910) fue una poeta, escritora, autodidacta y educadora ecuatoriana.

## Biografía
Hija del coronel Ignacio Lecumberri y de Juana María Rita Robles y García, quien fue hermana del general Francisco Robles, presidente de la República del Ecuador de 1856 a 1859. Fue directora de la Escuela San Alejo, de 1880 a 1882; y la Nueve de Octubre, de 1882 a 1895. Se enfocó además en la educación rural, siendo directora de escuelas en Yaguachi, especialmente una para niñas.
La Convención Nacional reunida en Guayaquil en 1896 expidió el derecho jubilatorio de doña Rita Lecumberri Robles. Pero no quiso descansar, pues siguió trabajando por la educación de la mujer guayaquileña. El periodista Fernando García Drouet escribió el artículo "Silueta" en el que elogiaba a Rita Lecumberri por su labor de educadora y poetisa.
Jubilada en 1903, a los 72 años de edad, fundó la Academia Nocturna de Señoritas. Por no haber un local adecuado, brindó su casa de la calle Sucre 917 para que funcionara ahí.

## Obras
Escribió el juguete cómico en un acto y en verso titulado "La embustera arrepentida" para los alumnos de la escuela 9 de Octubre, cuando ejerció el cargo de directora. Después publicó más poesías en el periódico "Guayaquil artístico", en la revista "El hogar cristiano" y en la revista "Olmedo".
Menciona la investigadora María Luisa Mariscal de Guevara que Rita Lecumberri como poetisa es exquisita, dulce, tierna, sus poemas revelan un temperamento tranquilo, bondadoso y desinteresado.

### Ensayos
- Ensayos poéticos (1883)[5]

### Poemas
- Abecedario moral.[5]
- Soneto a Olmedo.[8]
- Himno del Colegio Normal Rita Lecumberri.[5]

## Premios
- Triunfó en el concurso literario que promovió la Municipalidad de Guayaquil, el 9 de octubre de 1883.[5]
- Obtuvo una Medalla de Oro y diploma de honor por la Muy Ilustre Municipalidad de Guayaquil por su labor educativa.[5]

## Fallecimiento

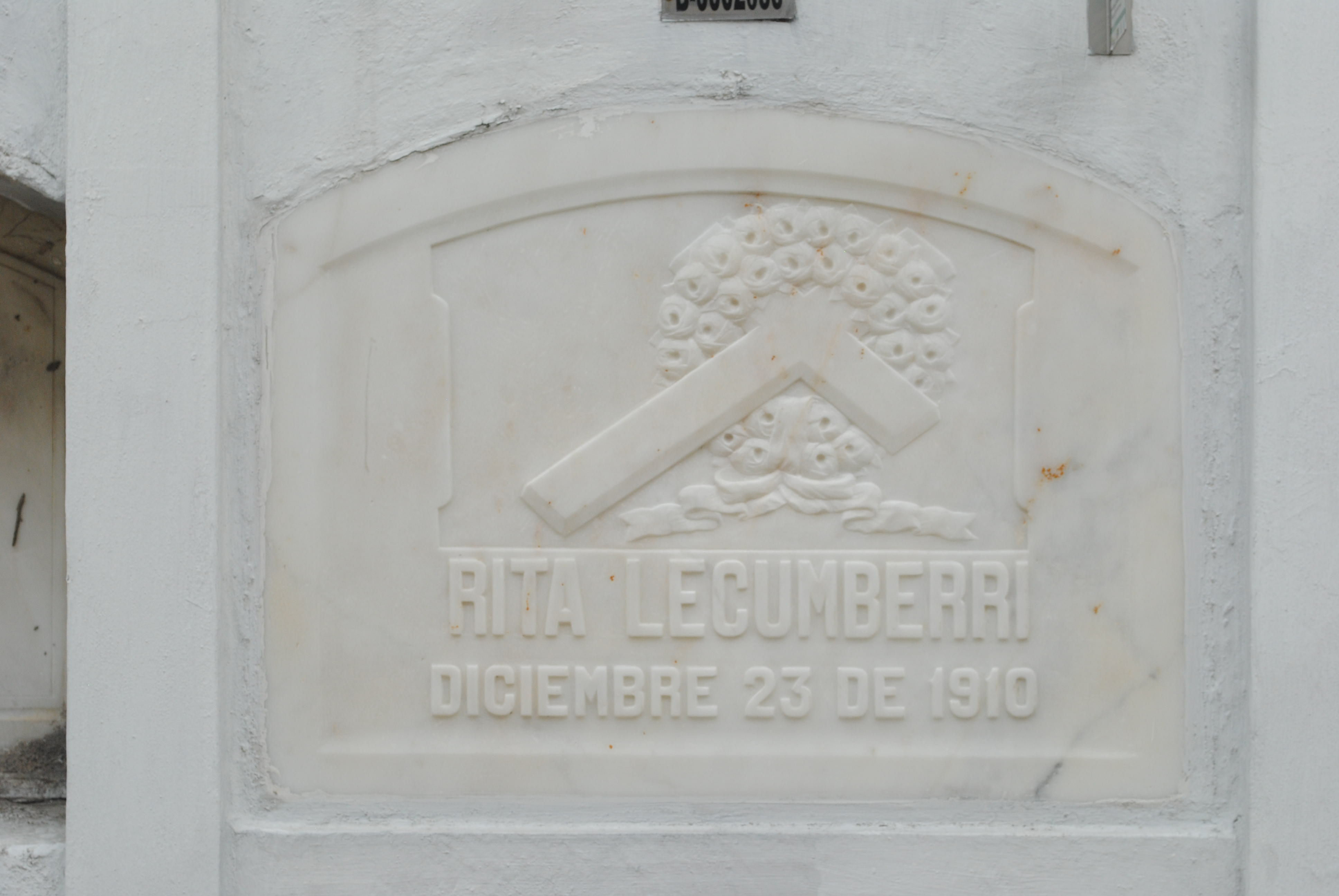
Bóveda de Rita Lecumberri en el Cementerio General de Guayaquil.

Murió en Guayaquil, el 23 de diciembre de 1910, a la edad de 79 años. Los diarios porteños El Telégrafo y "El grito de pueblo" publicaron notas necrológicas. Su tumba se encuentra en el Cementerio General de Guayaquil.

## Homenajes
En su natal Guayaquil, existe un colegio fiscal que lleva su nombre: Colegio Rita Lecumberri, creado mientras ella vivía bajo el nombre de "Colegio Normal" por el entonces presidente Eloy Alfaro.
Fernando García Drouet escribió varios datos de su vida, publicados bajo el título de "Silueta".
En el año 2013, el Ministerio de Educación del Ecuador decidió denominar con su nombre al premio que otorga anualmente para galardonar la excelencia docente.
En el 2019, el Fondo de Cultura Económica (FCE) abre una librería en Guayaquil denominándola con el nombre de Rita Lecumberri.